# Ruwe paardenstaart
De ruwe paardenstaart (Equisetum ×trachyodon, synoniemen: Equisetum trachyodon, Equisetum × mackayi) is een overblijvende plant, die behoort tot de paardenstaartfamilie (Equisetaceae). Het is een hybride van schaafstro (Equisetum hyemale) en bonte paardenstaart (Equisetum variegatum). De soort is in Europa bekend van het Boven-Rijndal, Schotland, IJsland en Noorwegen. De plant is zeer zeldzaam in het rivierengebied en is ook aangetroffen op vochtig, kalkrijk zand in de Braakman in Zeeuws-Vlaanderen. Ze is intermediair tussen de stamouders. De soort is steriel, de sporen zijn kleurloos en verschrompeld. Het aantal chromosomen is 2n=216.
De plant wordt 20-70 cm hoog en heeft wortelstokken. De ruwe paardenstaart bloeit in juli en augustus. De ruwe, wintergroene, holle stengel is tot 4 mm dik. De stengel is alleen aan de basis vertakt. De in kransen staande bladeren bestaan uit kleine schubben, waarbij de bladscheden grotendeels met elkaar vergroeid zijn tot een stengelschede. De nauw omsluitende stengelschede is tot meer dan 3x zo lang als breed en draagt lange, smalle, donkere tanden met een naaldvormige top. De tanden zijn blijvend. Op de stengel zitten 7-14 ribben. De gelede stengel heeft een centrale holte waaromheen twee ringen bijholten, respectievelijk de carinale en valleculaire holte. De centrale holte is de helft of meer van de diameter van het internodium.

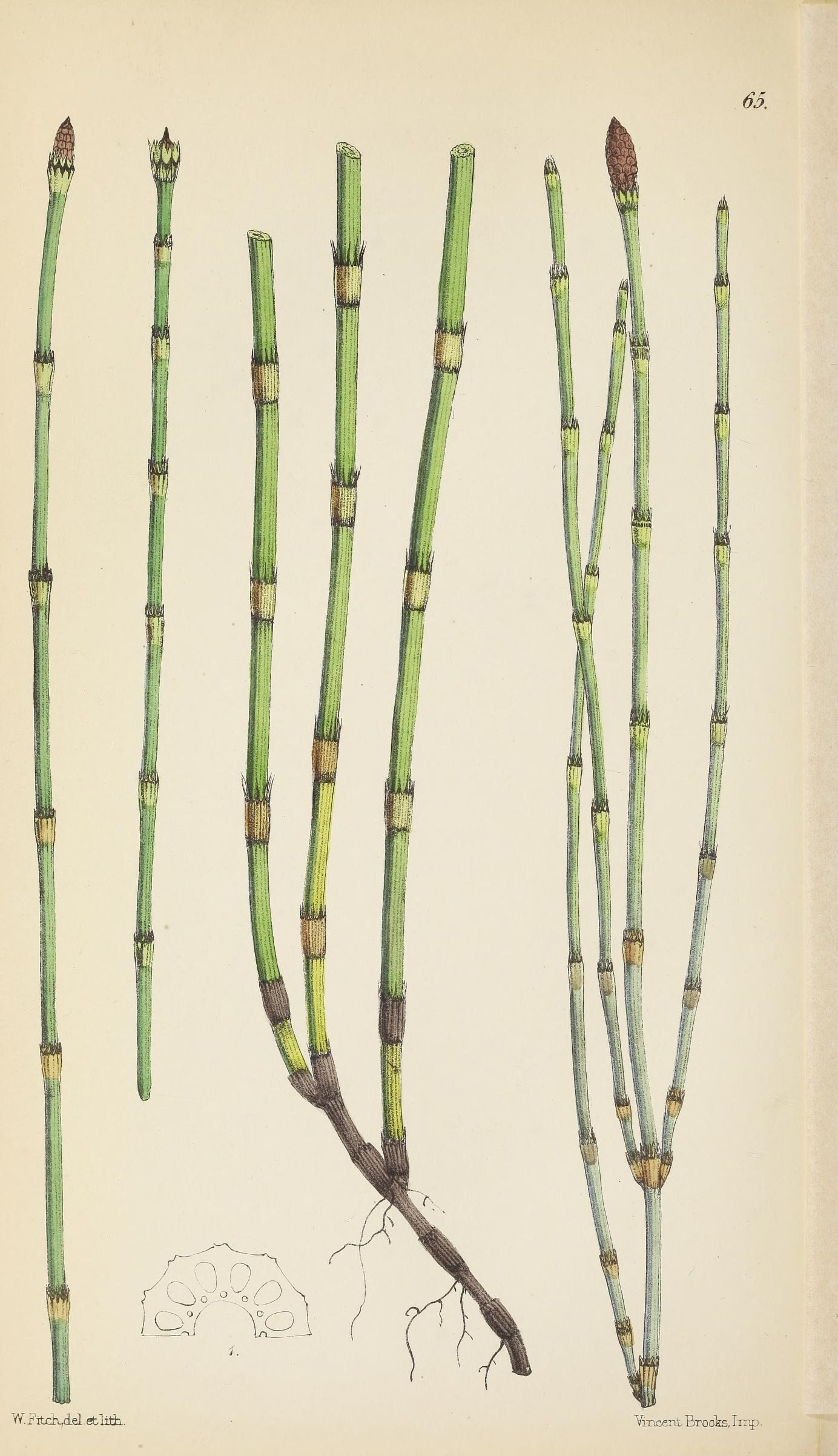
Illustratie
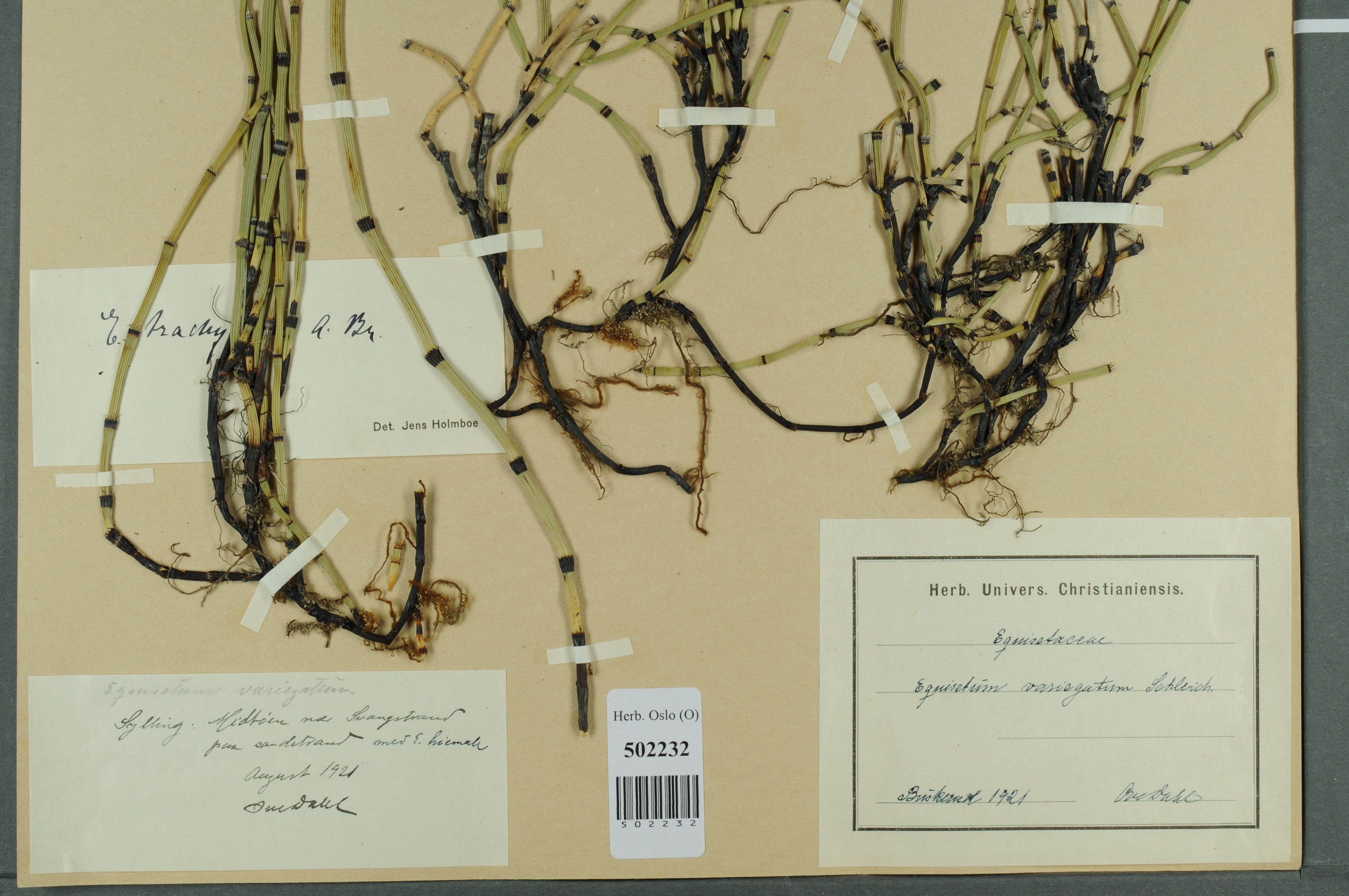
Wortelstokken
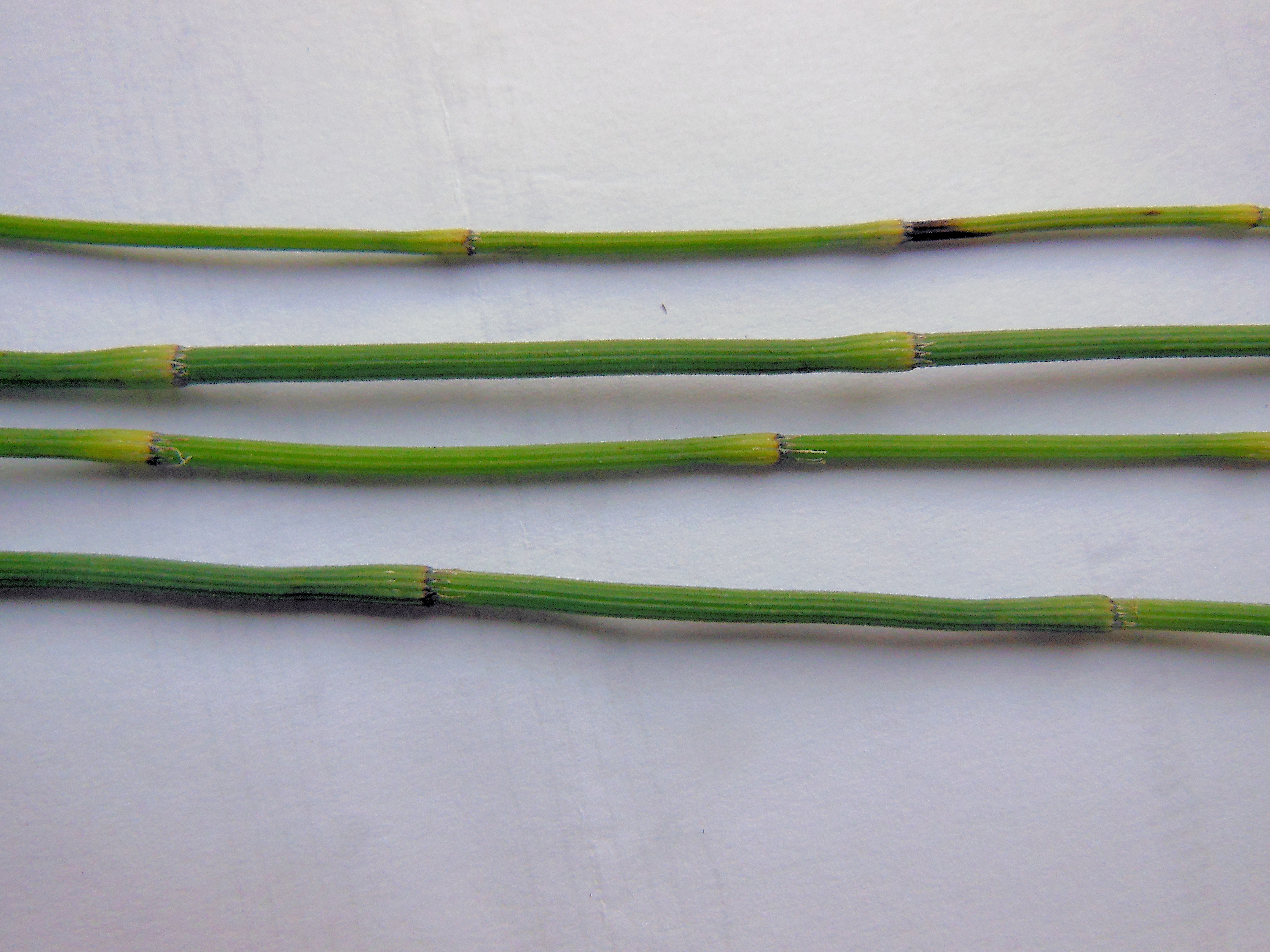
Stengels
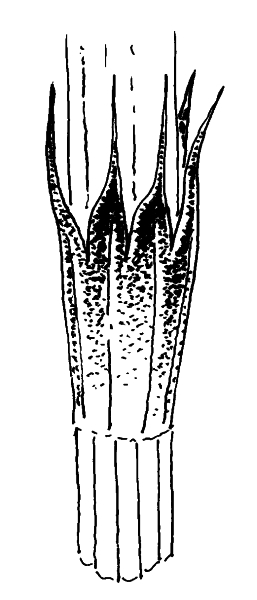
Stengelschede
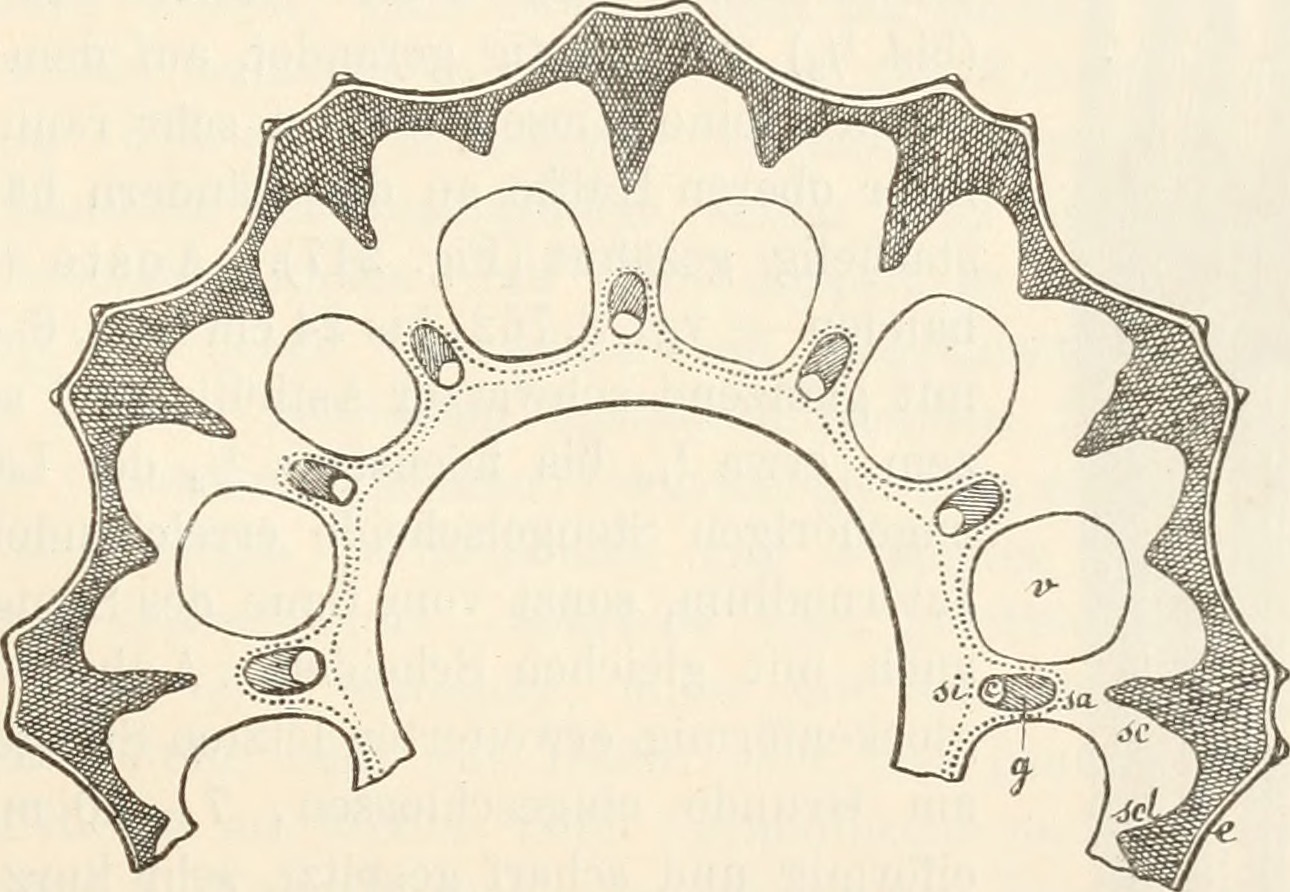
Dwarsdoorsnede stengel. Vergr. 30x. — e Epidermis; sc Sclerenchym van de ribben, waartussen de groeven (scl) zonder onderbreking overgaand; g Vaatbundel; c Carinale holte; v Valleculaire holte; sa buitenste en si binnenste schede, het verloop met een stippellijn aangegeven.

De ruwe paardenstaart staat op open, zonnige tot licht beschaduwde, vochtige, zwak basische tot kalkrijke, stikstofarme, matig voedselarme tot matig voedselrijke zandige of grindige kleigrond. Ze groeit in duinen, in kleigroeven, in voedselarme kalkmoerassen en langs waterkanten.